# منصة حفر

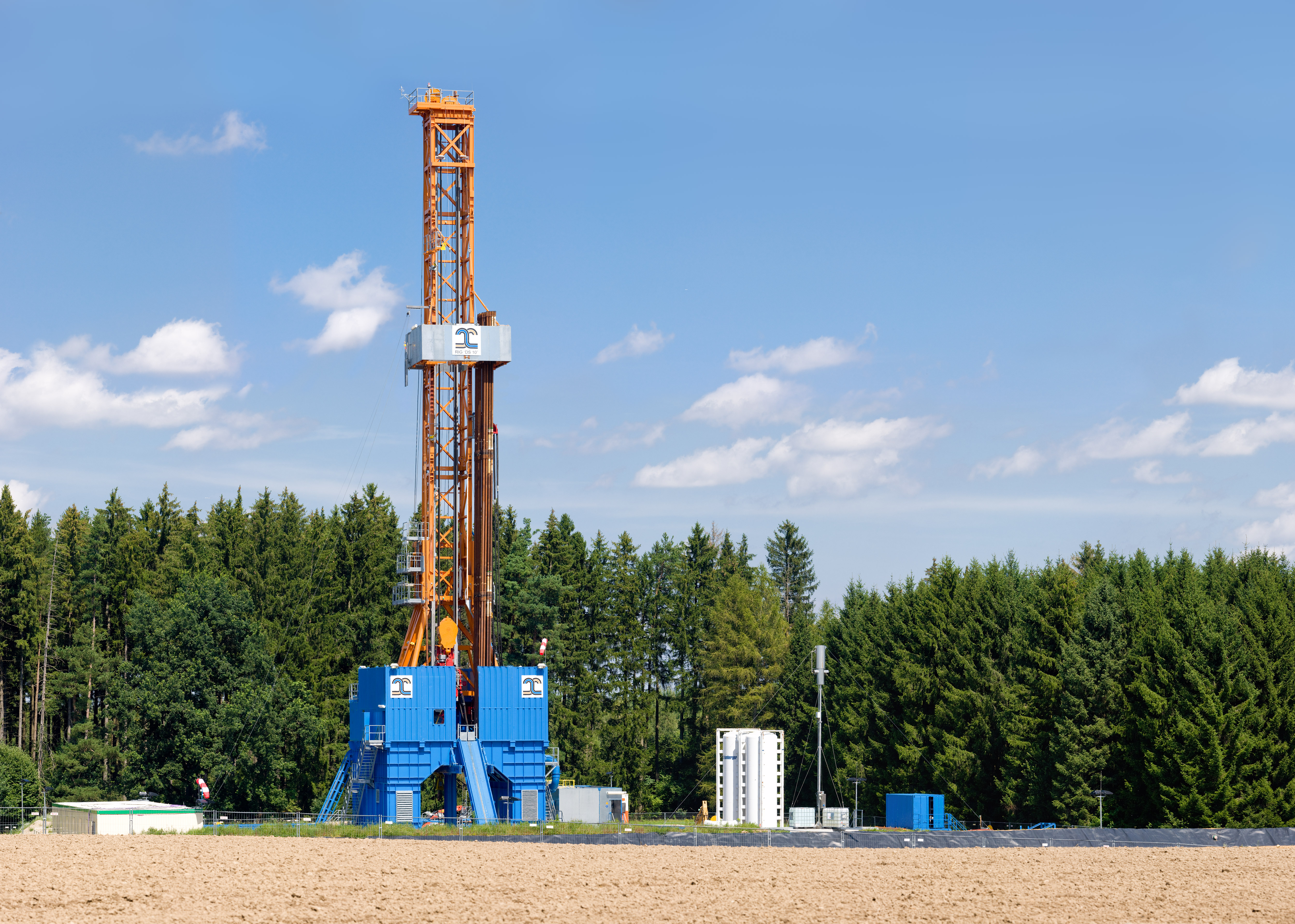
منصة حفر تصل إلى عمق 3500 تحت سطح الأرض.

منصّة الحفر  أو أجهزة الحفر  هي تجهيزات ومعدات تقنية تستخدم لحفر القشرة الأرضية لأعماق كبيرة من أجل تطبيقات صناعية معينة مثل حفر آبار المياه أو استخراج الثروات من النفط والغاز الطبيعي.
يعد استخدام منصات الحفر الأساس التقني في مجال استخراج النفط، وعندما يكون الحفر في أعماق البحار تسمى منصة بحرية.